# Isochromodes venata
Isochromodes venata är en fjärilsart som beskrevs av Paul Dognin 1913. Isochromodes venata ingår i släktet Isochromodes och familjen mätare. Inga underarter finns listade i Catalogue of Life.